# Thor (isten)
Thor (Þor) a skandináv és germán mitológia egyik legfontosabb alakja, a mennydörgés, a vihar, villámok és a termékenység Áz istene. Visszatérő kísérő jelzői közé tartozik többek között a „Hlódün hős sarja”, a „Midgard őrzője” és a „Fjörgun fia”. Szülei Odin, a főisten, valamint a jötunn Jörd, maga a Föld. Az emberek és istenek világának legvitézebb védelmezője, óriások és szörnyetegek ellen harcol. Legfőbb ellenfele Jörmungandr, az emberek világát körülfonó, hatalmas kígyó. 
Külsejét tekintve délceg, vörös hajú és szakállú daliaként ábrázolják, hatalmas erejű férfiként. Személyisége kivételesen bátor és nemes, ugyanakkor naiv és makacs, sőt olykor együgyű is. Könnyen dühbe jön, hirtelen haragú, szerfelett ingerlékeny. Mindennek ellenére jóindulatú és barátságos, elvégre neki köszönhető a jó termés és a kedvező időjárás. Jellegzetes fegyvere a Mjölnir, ami Szindri és Brokk törpe(dverg,) által kovácsolt, hatalmas erejű harci pöröly, amely mindig visszatér forgatója kezébe. Szekerét két kecskebak, Tanngniostr és Tanngrisnir, azaz Fogvicsorgató és Fogcsikorgató húzza, akik nemcsak szekérvonóként szolgálják Thort, hanem kiapadhatatlan táplálékforrást is jelentenek: ha nincs más élelme, az isten leöli és megeszi a kecskéket, az érintetlenül hagyott csontokból és bőrökből azonban bármikor új életre keltheti az állatokat. További kísérői két szolgája, Tjálfi és Röszkva, egy fiatal férfi és nővére, akik az előbbi szabály megszegése révén kerültek az isten szolgálatába. Mikor Thor megosztja kecskéinek húsát egy földműves családdal, Tjálfi eltöri a kecske egyik lábcsontját, hogy kiszopogathassa a velőt belőle. Így az másnapra lesántul.
Felesége Sif, az aranyhajú istennő, aki szintén termékenységisteni funkciót tölt be. Két fia van, Magni és Módi (nevük jelentése "Erős" és "Bátor", ami arra enged következtetni, hogy Thor jelzőiből léptek elő önálló mitológiai alakokká), valamint egy lánya, Trúd. Magni anyja azonban nem Szif, hanem az óriás Járnasaxa. Szifnek szintén van egy fia, Ull, aki nem Thortól fogant. Ázgárdban álló csarnokának neve Trúdheim. Míg atyja, Odin a hivatalos hadak, nemes harcosok, költők és királyok pártfogója, Thor az egyszerű harcosok, parasztok és földművesek, közemberek barátja.

## Nevének eredete
Thor nevének más változata Þunraz vagy Donar. Feltehetően az ógermán Punra, betű szerint „villámisten” szóból, illetve a középfelnémet Donner (mennydörgés) szóból származik. A hettita, görög és római párhuzamok alapján arra következtethetünk, hogy Thor egykor égisten is volt. Indogermán hatások a finnugor mitológiában is kimutathatók és hasonló változásokat mutatnak. Thor nevéből ered az angol Thursday (azaz Thor's Day, Thor napja) és a német Donnerstag szó, ami a hét napjai közül mindkét nyelven a „csütörtököt” jelenti.
Különösen Skandináviában, ezen belül is Norvégiában rendkívül gazdag a Thorral kapcsolatos helynévanyag, kultikus helyekre utaló nyomok és a Thor névvel összefüggő személynévanyag. 
Határozott nyomok utalnak Thor és a tölgyfakultusz kapcsolatára, ez jelzi, hogy a villámisten egykor kapcsolódott a világfához is. Valószínű, hogy ezen szerepéből Odin fokozatosan kiszorította.

## Általános jellemzői
Thor attribútuma, a kalapács összevethető az i. e. 2. évezredtől rendszeresen megjelenő hatalmi jelképekkel, a fejsze vagy buzogány, de leginkább a labrüsz hagyományával. Az indoeurópai égistenek többségének a villámok mellett valamilyen harceszköz az attribútuma, így Tesub, Tarhuntasz, Tinia, később Zeusz és Iuppiter. A kalapács a villámisten ősi fegyvere (az óizlandi Mjölnir szónak etimológiailag rokona az orosz mklnyija, „villám”). Eleinte ez kőkalapács (kőbalta) volt, de a Próza-Eddában, amikor a kovács törpék (dvergek) az ázok kincsét kovácsolják, már vaskalapácsról van szó. A mítoszok többnyire harci fejszéről beszélnek (amely visszatér eldobójához, mint a bumeráng), amellyel Thor megöli a Jötunokat. A kalapács éppoly jellegzetes fegyvere Thornak, mint a dárda Odinnak (Odin, az arisztokratikus), a kard Tyrnek. Az óriások igyekeznek elrabolni a kalapácsot (vagy elérni azt, hogy Thor a kalapács és az erőt adó öv nélkül menjen el országukba). Az alap közös: a mennydörgést keltő szerszámot kívánják elrabolni a démonok, s ez a motívum megvan a finn és az észt folklórban is. Thor kecskéinek a neve (Tanngniostr és Tanngrisnir) fogcsikorgatást jelent, s egyértelműen utal a vihar jelenségére is, a kecske azonban a vegetációhoz kapcsolódik. 

## Gejrröd óriás ellen

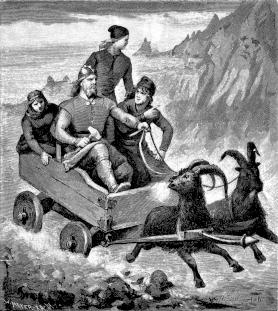
Thor kecskefogatán

Gejrröd óriásnak sikerül elfognia a sólyomalakba öltözött Lokit és azt követeli tőle, hogy Loki vezesse hozzá Thort kalapács és erőt adó öv nélkül. Thor azonban legyőzi az óriást varázserejű botja és vaskesztyűi segítségével, amelyeket, az erőt adó övvel együtt Vidar isten anyjától, Grid óriásasszonytól kapott. Az erőöv és a varázsbot segítségével Thor szerencsésen átkel a Vimr folyón úgy, hogy az utolsó pillanatban berkenyebokor ágába kapaszkodik. Varázsbotja segítségével meg tudja ülni a varázspadot és közben a paddal, agyonnyomja Gejrröd leányait. Vaskesztyűjével el tudja kapni a felé dobott izzó vasdarabot és megöli Gejrrödöt.

## Hrungnir óriás ellen
Odin egy alkalommal tulajdon fejét tette fel egy fogadásra Hrungnir  óriás ellen, mely szerint nyolclábú lova, Szleipnir gyorsabb, mint Hrungnir lova, Gullfaxi (Aranysörény). Szleipnir, lévén a valaha volt leggyorsabb ló, legyőzte az jötunn lovát, a haragtól elvakult Hrungnir pedig nem vette észre, hogy időközben Asgardba érkezett. Az ázok azonban betessékelték, és itallal kínálták. A jötunn ekkor azzal kezdett dicsekedni, hogy megöli az isteneket, felégeti Asgardot, és magával viszi Freya (Freya, a szépséges) és Szif istennőket. A feldühödött istenek a terembe hívták Thort, ő Tjálfival Hrungnirhez indul Jötunheimbe. Hrungnirral vívott párharcában pörölyével összezúzza az óriás koponyáját, Tjálfi ledönti lábáról Mokkurkalfit, az agyagóriást, akit a Thor elleni küzdelemre gyúrtak össze. Csakhogy maga Thor is megsebesül a fején, mivel az óriás, az isten pörölye ellen hasztalan védelemnek bizonyuló kőfegyverének szilánkja (fenőkő, tűzkő) találja el, ezen kívül a megölt Hrungnir lába is Thorra zuhan, és majdnem agyonnyomja. Hrungnir lábát Thor fia, az akkor még csak háromesztendős Magni emeli le. A homokkőszilánkot pedig már-már kiveszi Thor koponyájából egy varázslónő, Groa, de munkáját nem fejezi be, mert közben Thortól hallja, hogy férje, Aurvandil hamarosan hazatér. Örömében abbahagyja a mondókáját (Thor Aurvandil-t vállon cipelte ki az óriások földjéről és Aurvandil lefagyott ujját feldobta az égre csillagnak). A fenőkődarab így végül Thor koponyájában maradt. A skandinávok közt ezért terjedt el a hagyomány, mely szerint nem szabad elhajítani a fenőköveket, mert ilyenkor a Thor fejében lévő szilánk fordul egyet.

## Udgard várában
Thor a főszereplője annak a történetnek, amely az isten mérhetetlen erejét állítja szembe jellegzetes, lassú észjárásával. Egy alkalommal Thor Tjálfi és Loki kíséretében ellátogatott Óriáshonba, azonban az éjszaka fedél nélkül érte őket. Thor és társa ezért egy különös épületbe húzódtak, amelyről másnap reggelre kiderült, hogy valójában nem épület, hanem egy hatalmas óriás, Szkrimir (akinek valódi neve Utgard-Loki, akinek azonban semmi köze Lokihoz) azaz kesztyűje, aki a közeli tölgyfa alatt alszik. Thor több kísérletet is tesz, hogy elpusztítsa az óriást, azonban az mind ahányszor sértetlen marad: noha felébred Thor pörölyének csapásaira, azt hiszi, egy makk, vagy egy gally esett a fejére. 
Másnap az óriás tovább áll, az istenek pedig tovább vándorolnak, és hamarosan megérkeznek Utgard-ba, ahol Utgard-Loki az úr, aki valójában a korábban látott Szkrimir.
Az óriások azonban közlik, hogy csak azokat látják szívesen, akik birtokában állnak valamely különleges képességnek.Loki ekkor kijelenti, hogy nincs olyan, aki nála többet tudna enni. A jötunnök ekkor szembeállítják egy Logi nevű társukkal, akivel szemben azonban alul marad: Logi nemcsak a tálcán felszolgált sülteket, de a csontokat és a tálcát is felfalja. Az óriások ezután Tjálfi képességei felől érdeklődnek: ő futásban próbál bizonyítani, és derekasan helyt áll, de az ellene kiállított bajnok, Hugi végül legyőzi. 
Mikor a sor Thorra kerül, az óriások azt a feladatot adják az istennek, igya ki az eléje tartott ivókürtöt. Thor, aki híresen jó étvággyal bír, meghökkentő módon csupán három kortyot bír meginni. A következő próbaként fel kell emelnie a vár macskáját. Thor ezt könnyű feladatnak hiszi, ám képtelen teljesíteni azt: csupán a macska egyik lábát mozdítja el a földtől. Mikor erejét bizonyítandó, Thor párharcra hívja ki a legerősebb óriást, azok Utgard-Loki dajkáját, a törékeny vénasszony Ellit állítják ki ellene. Thor itt is alul marad, igaz, hosszú tusakodás után, és csupán egyetlen térdével érinti a talajt. 
Másnap azonban Utgard-Loki közli velük, hogy a próbatételek során varázslatot alkalmazott, és az istenek büszkék lehetnek a teljesítményükre: Loki ellenfele, Logi maga a tűz volt, amelynek étvágya mérhetetlen. Hugi nem volt más, mint maga a gondolat, amelynél senki sem lehet gyorsabb. A Thornak felkínált ivókürt vége a Midgardot körülvevő, átszelhetetlen, hatalmas óceánba merült. Thor így nem ihatta ki, de az elfogyasztott három kortynyi víz helyén most homokos tengerpart terül el. A vár macskája az álcázott Jörgunmand kígyó volt, amely körülöleli a Földet: azzal, hogy Thor felemelte egy lábát, valójában csaknem az égig emelte a kígyót. Elli, aki térdre kényszerítette az istent, nem volt más, mint az öregség, akit senki halandó nem győzhet le – Thor azonban dicséretesen helyt állt vele szemben. Az óriások azért alkalmaztak varázslatot, mert előre ismerték Thor erejét, és tudták, hogy az isten könnyen lemészárolta volna őket.
A becsapott Thor dühében a jötunnök felé lendíti pörölyét, a vár és lakói azonban köddé válnak. 

## Thor és Alvis
A germán mitológia szerint Alvis, a törpe megkérte Thor lányának, Trúd kezét, ami rettenetesen felháborította az apát. Ezért – hogy Alvis vesztét okozza – látszólag beleegyezett a házasságba azzal a feltétellel, hogy a törpe különböző nyelveken elmondja bizonyos dolgok nevét. Ő meg is felelt a kérdésekre, ám közben pirkadni kezdett, a napfény pedig  kővé változtatta a törpét.

## Halála
Ahogyan számos isten, a régi világot elpusztító Ragnarökkor Thor is életét veszti. Az őrjöngő csata folyamán pörölyével összezúzza Jörmungand fejét, ám annak utolsó lehelete megmérgezi. Thor kilenc lépést tesz, majd holtan esik össze. A Mjölnir végül fiai birtokába kerül, az új világban. 